# إريك أندرسن (لاعب كرة قدم أسترالية)
اريك أندرسن (بالإنجليزية: Eric Andersen)‏ هو لاعب كرة قدم أسترالية أسترالي، ولد في 2 يوليو 1904، وتوفي في 22 يناير 1977.

## وصلات خارجية
- اريك أندرسن على موقع AustralianFootball.com (الإنجليزية)
- اريك أندرسن على موقع AFLtables.com (الإنجليزية)